# Cirkvena vára
Cirkvena vára (horvátul: Tvrđava Cirkvena) egy várhely Horvátországban, a Kőrös melletti Cirkvena településen.

## Fekvése
A vár Cirkvena központjában, a plébániatemplomtól mintegy 150 méterre délnyugatra állt. 

## Története
A településen már 1357-ben állt egy nemesi udvarház, vagy várkastély mely tényt 1507-ben is megerősítenek, 1543-ban pedig már egyértelműen erődítményként ( „fortalicium Czyrquena”) szerepel. A négyszög alaprajzú, négy saroktornyos, kaputornyos várat valószínűleg Mikcsec Miklós kezdte építtetni téglából. Utódai számos tisztséget viseltek, így Mikcsec Pál kőrösi ispán, majd nagykemléki várispán volt. A család utolsó férfi tagja Mikcsec III. Péter volt aki, minthogy Dóra nevű lánya még kiskorú volt örökösödési szerződést kötött a konjsko poljei birtok uraival a Kerecsényiekkel. Amikor Kerecsényi Pál feleségül vette Dórát a rokonok vitatni kezdték az örökösödési szerződés jogszerűségét. Emiatt a várat tovább erősítették, mély árkaiba pedig a közeli patak vizét vezették. Így a vár már igazi vizivár jelleget öltött. Kerecsényi Pál egy ideig Szlavónia bánhelyettese is volt. Ebben az időben a török már egyre jobban fenyegette a Kerecsényi birtokot. Az erőd közelébe 1475-ben jutottak először, amikor 8000 török akindzsi végigportyázta Kőrös egész vidékét és 14 000 lakost megölt vagy rabságba vitt. Ez a terület 1532-ben is elpusztult, amikor Ibrahim pasa nagy serege Kőszeg sikertelen ostromáról visszatérve pusztította. Hasonlóan történt 1536-ban is. Cirkvena számára a legnagyobb veszélyt az 1552-es év jelentette, amikor a törökök elfoglalták a közeli Csázmát, megerősítették és erős őrséget helyeztek el benne. Egyidejűleg lerombolták és felgyújtották a környező erősségeket, így a cirkvenai vár őrsége egy csapásra a török elleni első védvonalban találta magát. A Kerecsényiek már nem tudtak annyi erőt felvonultatni, hogy várukat megvédjék, így annak védelmét a horvát szábor és Kőrös vármegye vette át.
1563-ban a végvári rendszer állapotát vizsgáló királyi bizottság megjegyzi róla, hogy néhány évvel korábban épült. Ez azonban valószínűleg csak egy bővítés lehetett, mivel az erősség nyilvánvalóan sokkal régebbi volt. Ekkor már királyi katonaság állomásozott benne. 1578-ban és 1586-ban a horvát szábor további megerősítését rendelte el. Új sáncokat építettek és az árokrendszert is bővítették. Tervben volt egy új, reneszánsz erőd építése. Szluin, Dubrava és Bihács mellett Cirkvena a határtérség egyik legerősebb vára lett. Őrségét horvát katonákkal és tisztekkel erősítették meg. Az 1606-os zsitvatoroki béke végül megszüntette a közvetlen veszélyt. 1635-ben a Kerecsényiek kihalása után Cirkvena Mikulics Tamás birtoka lett. Lipót király 1673-as megerősítésével Cirkvena királyi kiváltságokat kapott a horvát bán és a szábor igazgatása alá került. Ezt azonban a kőrösi határőrezred elöljárói nem vették figyelembe és éppen úgy szedték az adókat, mint korábban. 1767-ben a határőrök erőszakkal foglalták el Cirkvenát és ez az alávetettség egészen 1871-ig a katonai igazgatás megszüntéig fennmaradt. Időközben a vár jelentősége is megszűnt és őrsége elhagyta. Anyagát a lakosság építkezéseihez hordta el olyan mértékben, hogy alapfalait ma már csak régészeti kutatással lehet megtalálni. 